# Черни-Осым (село)
Черни-Осым (болг. Черни Осъм) — село в Болгарии. Находится в Ловечской области, входит в общину Троян. Население составляет 1 001 человек.

## Политическая ситуация
В местном кметстве Черни-Осым, в состав которого входит Черни-Осым, должность кмета (старосты) исполняет Кирил Иванов Захариев (коалиция в составе 6 партий: Новое время (НВ), Демократы за сильную Болгарию (ДСБ), Национальное движение «Симеон Второй» (НДСВ), Союз свободной демократии(ССД), Союз демократических сил (СДС), ВМРО — Болгарское национальное движение) по результатам выборов правления кметства.
Кмет (мэр) общины Троян — Минко Цочев Акимов (Граждане за европейское развитие Болгарии (ГЕРБ)) по результатам выборов в правление общины.

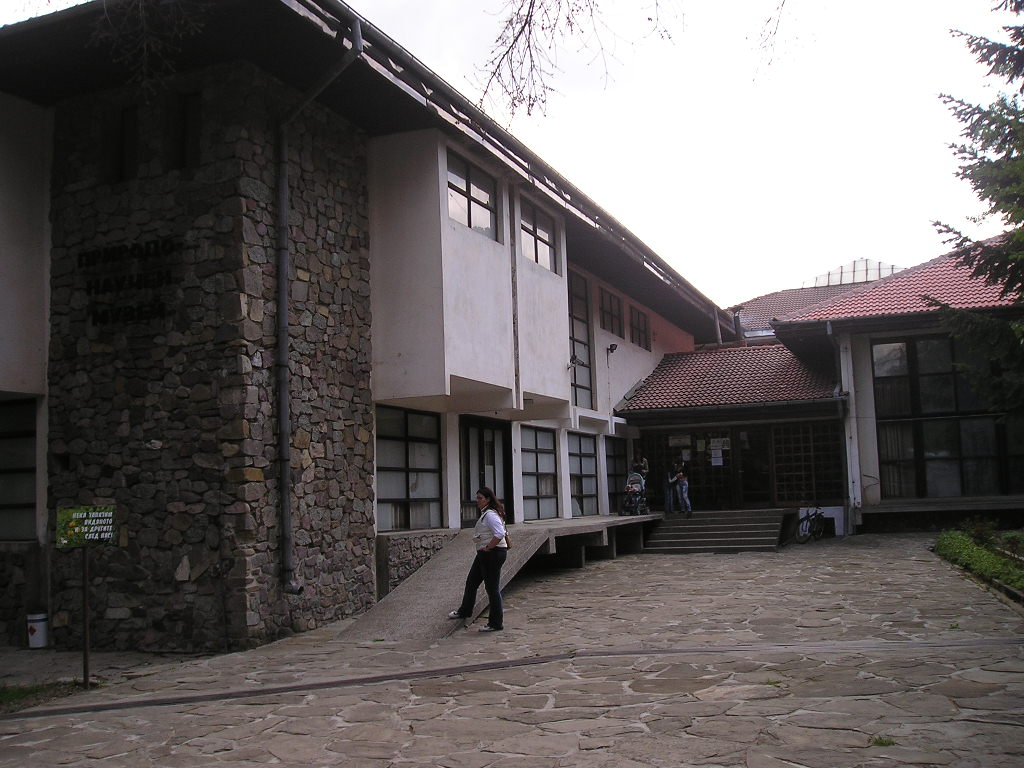
Музей